# Stadion Zirka w Kropywnyckim
Stadion "Zirka" (ukr. Стадіон «Зірка») – wielofunkcyjny stadion w Kropywnyckim na Ukrainie.
Domowa arena klubu Zirka Kropywnycki.
W 1934 został wybudowany stadion, który potem 5-krotnie był modernizowany. W latach 2013–2014 stadion ponownie przeszedł rekonstrukcję.